# Materpiscis attenboroughi
Materpiscis attenboroughi è l'unico esponente del genere monotipico Materpiscis (letteralmente "pesce madre", dal latino),  un genere di pesci placodermi ptictodontidi che abitava la Gogo Reef Formation nell'Australia occidentale nel Devoniano superiore, circa 380 milioni di anni fa. La specie è conosciuta attraverso un unico esemplare, la cui caratteristica peculiare è di avere un embrione non ancora nato al proprio interno, in cui è evidente una struttura di nutrimento placentare (cordone ombelicale) mineralizzata ed in buono stato di conservazione. Questa evidenza rende Materpiscis attenboroughi l'esempio più antico di vertebrato a mostrare viviparità, o far nascere progenie già viva.
L'esemplare fossile è stato ritrovato nel 2005 nell'area Kimberly dell'Australia occidentale in una formazione calcarea e recuperato sciogliendo il calcare che lo imprigionava con acido acetico diluito.
L'esame della sezione della coda di Materpiscis ha portato alla scoperta dello scheletro parzialmente ossificato di un esemplare giovane e del cordone ombelicale mineralizzato. La scoperta è stata pubblicata nel 2008, e la specie denominata Materpiscis attenboroughi in onore di David Attenborough, che per primo ha attirato l'attenzione sull'importanza del significato del sito Gogo Reef nel 1979 nella sua serie Life on Earth.
M. attenboroughi aveva una lunghezza stimata di 25-30 cm e potenti placche dentali sgretolanti per triturare le sue prede, probabilmente invertebrati ben corazzati come molluschi o coralli.
I pesci pticodontidi sono l'unico gruppo di placodermi a mostrare dimorfismo sessuale, in cui i maschi possiedono organi per trattenere le femmine, mentre queste ultime hanno la base delle pinne pelviche arrotondata. Si è a lungo avanzata l'ipotesi che i pesci pticodontidi si riproducessero attraverso fecondazione interna, ed il ritrovamento di un embrione fossilizzato sia all'interno di Materpiscis sia in Austroptycodus, una specie simile sempre ritrovata nella formazione di Gogo Reef, ha portato la prova necessaria per dimostrarne la correttezza.